# KNIME

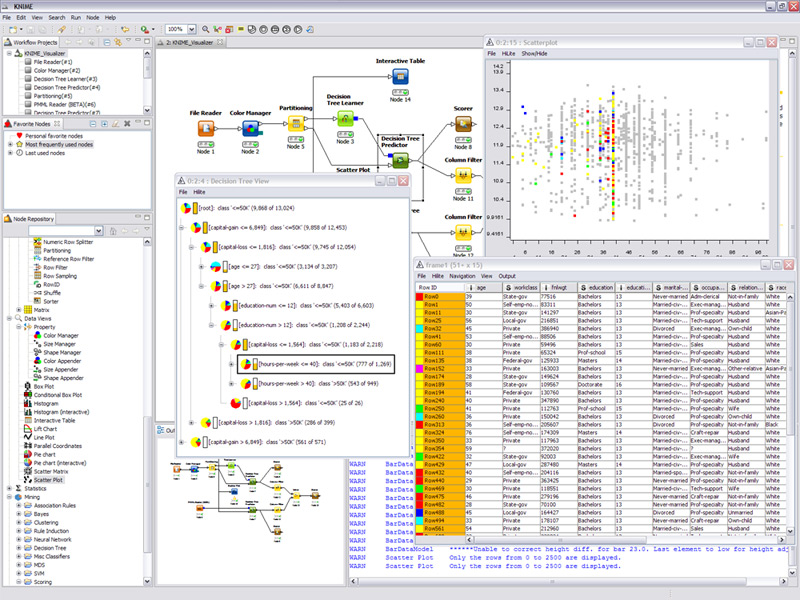
Schermata di KNIME

KNIME (pronunciato /naɪm/) o Konstanz Information Miner è una piattaforma open source con licenza GPLv3 di analisi dati, reportistica e integrazione. Ha anche al suo interno componenti di machine learning e data mining.
La sua interfaccia grafica permette di assemblare i nodi per la preprocessazione dei dati (ETL: Extraction, Transformation, Loading), per la modellazione , l'analisi dei dati e la visualizzazione.
Fin dal 2006 viene usato in campo farmaceutico.
Lo sviluppo è iniziato nel 2004 all'Università di Costanza in Germania come prodotto proprietario.
Tra i vari moduli che integra:
- Chemistry Development Kit
- R (software)
- ImageJ
- JFreeChart
- LIBSVM